# Baharak (Distrikt)
Baharak (oder Bahārak; persisch ولسوالی بهارک / paschtunisch بهارک ولسوالۍ) ist ein Distrikt in der afghanischen Provinz Badachschan und liegt auf etwa 2170 m.

## Bevölkerung
2018 wurde die Anzahl der Einwohner mit 80.000 betitelt, die in 115 Dörfern lebten.

## Geographie
Der Distrikt Faizabad liegt etwa 44 Kilometer entfernt.
1873 wurde Baharak als „einer der fruchtbarsten und bevölkerten Bezirke von Badachschan“ bezeichnet. 1886 wurde die Gegend als „Jandara (auch Baharak genannt)“ ebenfalls als „eine der fruchtbarsten und am dichtesten bevölkerten Gegenden von Badachschan“ beschrieben. In Baharak mündet der Warduj (Wardudsch, Wardodsch) in den Koktscha. Das Tal, durch das der Koktscha fließt, verengt sich danach zu einer schmalen Schlucht und fließt durch diese nach Faizabad.
Laut Einträgen auf iNaturalist gibt es in Baharak unter anderem Langschwanzmurmeltiere (Marmota caudata), Mandelbäume (Prunus dulcis), Rosa fedtschenkoana (syn. Rosa webbiana), Persischen Wacholder (Juniperus polycarpos) und Schmalblättrige Steppenkerze (Eremurus stenophyllus).

## Geschichte
Baharak war früher die Hauptstadt der Provinz Badachschan: 1928 wurde sie vom ungarisch-britischen Forschungsreisenden Aurel Stein als „alte Hauptstadt von Badachschan“ erwähnt. Aktuell ist Faizabad die Provinzhauptstadt.
Am 22. Juli 1934 ereignete sich in Baharak ein Erdbeben mit einer Magnitude 6.
Julia Eckert beschrieb in ihrem Buch einen 2002 in der Provinz Baharak ausgebrochenen Konflikt über die Nutzung eines Waldes als Brennholz zwischen Bewohnern der Dörfer Dehqalat und Sarask, der durch Bewohner des Dorfes Khazdeh endgültig beendet werden konnte.
Badachschan ist eine der afghanischen Provinzen, in denen die Schulbildung von Mädchen nach dem Sturz der Talibanregierung 2001 Fortschritte machte. Im Distrikt Baharak gab es beispielsweise eine Mädchenschule mit hunderten Schülerinnen.